# Хаев, Вячеслав Александрович
Вячеслав Александрович Хаев (род. 5 июля 1968, Уфа) — советский и российский хоккеист, нападающий. Мастер спорта России. Заслуженный тренер России (2015).

## Биография
Воспитанник СК имени Салавата Юлаева (Уфа). «Авангард» Уфа (1984/5 — 1985/86, 1988/89 — 1989/90, 1991/92), РШВСМ / СКИФ-ШВСМ (Минск) (1986/87 — 1987/88), «Салават Юлаев» (1988/89 — 1993/94 «Новойл» (1993/94), «Рубин» Тюмень (1994/95 — 1997/98), «Рубин-2» (1998/99).
С 2005 года — тренер в хоккейной школе «Салавата Юлаева».
Брат Вадим (род. 1978) в 1995—1996 годах играл за «Новойл», племянник Егор (род. 2003) на профессиональном уровне не выступал.